# Sofia Cerqueira
Sofia Cerqueira (7 de junho de 1987 ) é uma jornalista portuguesa. Filha do também jornalista Adriano Cerqueira. Trabalhou como actriz na sua infância, com destaque para a série Médico de Família.

## Currículo
- Elenco adicional, Amiga de Marta em Ana e os Sete, TVI 2003
- Elenco Principal, Sara em Nunca Digas Adeus, TVI 2001-2002
- Elenco Principal, Rute em Médico de Família, SIC 1997-2000
- Anúncio publicitário para os Supermercados Modelo com Ana Bustorff, 1997
- Elenco Principal, Rita (anos 60) em Filhos do Vento, RTP 1996